# Лејк Харбор (Флорида)
Лејк Харбор (енгл. Lake Harbor) насељено је место без административног статуса у америчкој савезној држави Флорида.

## Демографија
По попису из 2010. године број становника је 45, што је 150 (-76,9%) становника мање него 2000. године.
| Група             | 2000.      | 2010.      |
| Белци             | 70 (35,9%) | 32 (71,1%) |
| Афроамериканци    | 83 (42,6%) | 8 (17,8%)  |
| Азијати           | 6 (3,1%)   | 0 (0,0%)   |
| Хиспаноамериканци | 13 (6,7%)  | 9 (20,0%)  |
| Укупно            | 195        | 45         |